# Casa Lannister

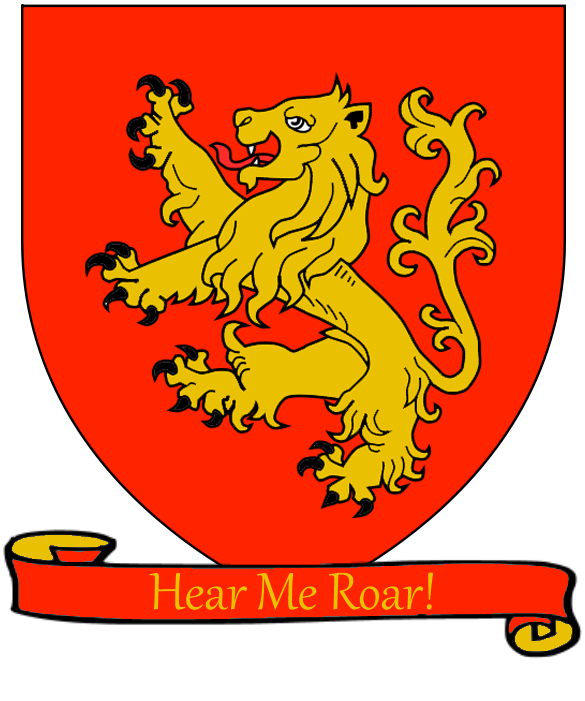
¡Oye mí rugido!

La Casa Lannister /ˈlænɨstər/ es una familia noble ficticia perteneciente a la saga de literatura fantástica Canción de hielo y fuego, escrita por George R. R. Martin. 
Fundada por Lann el Astuto, el asentamiento de la Casa es el bastión de Roca Casterly, una fortaleza ficticia situada en las Tierras del Oeste, uno de los llamados Siete Reinos en la obra de Martin. Los Lannister son los señores feudales de dicho reino, gobernando con el título de «Guardianes del Occidente».
El blasón de la familia es un león rampante de oro en campo de gules. Su lema oficial es: «Oye mi rugido», mientras que su lema popular es: «Un Lannister siempre paga sus deudas».

## Descripción
Según las crónicas de la obra de Martin, la Casa Lannister fue fundada por Lann el Astuto, una figura legendaria dentro del universo de Canción de hielo y fuego, que arrebató el control de Roca Casterly a sus legítimos dueños: la Casa Casterly.
Los Lannister gobernaron como los Reyes de la Roca hasta que Aegon el Conquistador llegó a Poniente con sus dragones. El Rey de la Roca por entonces era Loren Lannister, quien se alió con el rey del Dominio (otro de los llamados Siete Reinos) para hacerle frente. Los ejércitos combinados hicieron frente a Aegon en la llamada Batalla del Campo de Fuego, donde sus ejércitos, muy superiores numéricamente, fueron derrotados por los dragones de Aegon. El rey Loren hincó la rodilla ante Aegon, el cual les permitió conservar el señorío sobre Roca Casterly y el Occidente a cambio de que le rindieran pleitesía, gobernando a partir de entonces como «Guardianes del Occidente».
Los Lannister de Roca Casterly, situados sobre minas de oro, se convirtieron con el tiempo en la casa más próspera económicamente entre los Siete Reinos. Para cuando se inician los sucesos de la obra, la Casa Lannister es la principal prestamista del rey Robert Baratheon.

## Árbol genealógico
|                  |                  |                  |                  |                  |                  |        |        |          |          |          |          |          |          |       |       | Lann el Astuto |        |        |        |        |        |       |       |        |        |        |        |             |             |             |             |             |             |        |        |        |        |        |        |        |        |       |       |                   |                   |                   |                   |                   |                   |                   |                   |                   |                   |        |        |          |          |          |          |          |          |       |       |       |       |       |       |            |            |            |            |            |            |      |      |      |      |  |  |  |  |
|                  |                  |                  |                  |                  |                  |        |        |          |          |          |          |          |          |       |       |                |        |        |        |        |        |       |       |        |        |        |        |             |             |             |             |             |             |        |        |        |        |        |        |        |        |       |       |                   |                   |                   |                   |                   |                   |                   |                   |                   |                   |        |        |          |          |          |          |          |          |       |       |       |       |       |       |            |            |            |            |            |            |      |      |      |      |  |  |  |  |
|                  |                  |                  |                  |                  |                  |        |        |          |          |          |          |          |          |       |       |                |        |        |        |        |        |       |       |        |        |        |        |             |             |             |             |             |             |        |        |        |        |        |        |        |        |       |       |                   |                   |                   |                   |                   |                   |                   |                   |                   |                   |        |        |          |          |          |          |          |          |       |       |       |       |       |       |            |            |            |            |            |            |      |      |      |      |  |  |  |  |
|                  |                  |                  |                  |                  |                  |        |        |          |          |          |          |          |          |       |       | Tytos          |        |        |        |        |        |       |       |        |        |        |        |             |             |             |             |             |             |        |        |        |        |        |        |        |        |       |       |                   |                   |                   |                   |                   |                   |                   |                   |                   |                   |        |        |          |          |          |          |          |          |       |       |       |       |       |       |            |            |            |            |            |            |      |      |      |      |  |  |  |  |
|                  |                  |                  |                  |                  |                  |        |        |          |          |          |          |          |          |       |       |                |        |        |        |        |        |       |       |        |        |        |        |             |             |             |             |             |             |        |        |        |        |        |        |        |        |       |       |                   |                   |                   |                   |                   |                   |                   |                   |                   |                   |        |        |          |          |          |          |          |          |       |       |       |       |       |       |            |            |            |            |            |            |      |      |      |      |  |  |  |  |
|                  |                  |                  |                  |                  |                  |        |        |          |          |          |          |          |          |       |       |                |        |        |        |        |        |       |       |        |        |        |        |             |             |             |             |             |             |        |        |        |        |        |        |        |        |       |       |                   |                   |                   |                   |                   |                   |                   |                   |                   |                   |        |        |          |          |          |          |          |          |       |       |       |       |       |       |            |            |            |            |            |            |      |      |      |      |  |  |  |  |
|                  |                  |                  |                  | Joanna           | Joanna           | Joanna | Joanna | Joanna   | Joanna   |          |          | Tywin    | Tywin    | Tywin | Tywin | Tywin          | Tywin  |        |        | Kevan  | Kevan  | Kevan | Kevan | Kevan  | Kevan  |        |        | Dorna Swift | Dorna Swift | Dorna Swift | Dorna Swift | Dorna Swift | Dorna Swift |        |        | Tygett | Tygett | Tygett | Tygett | Tygett | Tygett |       |       | Darlessa Malbrand | Darlessa Malbrand | Darlessa Malbrand | Darlessa Malbrand | Darlessa Malbrand | Darlessa Malbrand |                   |                   | Gerion            | Gerion            | Gerion | Gerion | Gerion   | Gerion   |          |          | Genna    | Genna    | Genna | Genna | Genna | Genna |       |       | Emmon Frey | Emmon Frey | Emmon Frey | Emmon Frey | Emmon Frey | Emmon Frey |      |      |      |      |  |  |  |  |
|                  |                  |                  |                  | Joanna           | Joanna           | Joanna | Joanna | Joanna   | Joanna   |          |          | Tywin    | Tywin    | Tywin | Tywin | Tywin          | Tywin  |        |        | Kevan  | Kevan  | Kevan | Kevan | Kevan  | Kevan  |        |        | Dorna Swift | Dorna Swift | Dorna Swift | Dorna Swift | Dorna Swift | Dorna Swift |        |        | Tygett | Tygett | Tygett | Tygett | Tygett | Tygett |       |       | Darlessa Malbrand | Darlessa Malbrand | Darlessa Malbrand | Darlessa Malbrand | Darlessa Malbrand | Darlessa Malbrand |                   |                   | Gerion            | Gerion            | Gerion | Gerion | Gerion   | Gerion   |          |          | Genna    | Genna    | Genna | Genna | Genna | Genna |       |       | Emmon Frey | Emmon Frey | Emmon Frey | Emmon Frey | Emmon Frey | Emmon Frey |      |      |      |      |  |  |  |  |
|                  |                  |                  |                  |                  |                  |        |        |          |          |          |          |          |          |       |       |                |        |        |        |        |        |       |       |        |        |        |        |             |             |             |             |             |             |        |        |        |        |        |        |        |        |       |       |                   |                   |                   |                   |                   |                   |                   |                   |                   |                   |        |        |          |          |          |          |          |          |       |       |       |       |       |       |            |            |            |            |            |            |      |      |      |      |  |  |  |  |
|                  |                  |                  |                  |                  |                  |        |        |          |          |          |          |          |          |       |       |                |        |        |        |        |        |       |       |        |        |        |        |             |             |             |             |             |             |        |        |        |        |        |        |        |        |       |       |                   |                   |                   |                   |                   |                   |                   |                   |                   |                   |        |        |          |          |          |          |          |          |       |       |       |       |       |       |            |            |            |            |            |            |      |      |      |      |  |  |  |  |
| Robert Baratheon | Robert Baratheon | Robert Baratheon | Robert Baratheon | Robert Baratheon | Robert Baratheon |        |        | Cersei   | Cersei   | Cersei   | Cersei   | Cersei   | Cersei   |       |       | Jaime          | Jaime  | Jaime  | Jaime  | Jaime  | Jaime  |       |       | Tyrion | Tyrion | Tyrion | Tyrion | Tyrion      | Tyrion      |             |             | Lancel      | Lancel      | Lancel | Lancel | Lancel | Lancel |        |        | Tyrek  | Tyrek  | Tyrek | Tyrek | Tyrek             | Tyrek             |                   |                   | Ermesande Hayford | Ermesande Hayford | Ermesande Hayford | Ermesande Hayford | Ermesande Hayford | Ermesande Hayford |        |        | Joy Hill | Joy Hill | Joy Hill | Joy Hill | Joy Hill | Joy Hill |       |       | Cleos | Cleos | Cleos | Cleos | Cleos      | Cleos      |            |            | Tion       | Tion       | Tion | Tion | Tion | Tion |  |  |  |  |
| Robert Baratheon | Robert Baratheon | Robert Baratheon | Robert Baratheon | Robert Baratheon | Robert Baratheon |        |        | Cersei   | Cersei   | Cersei   | Cersei   | Cersei   | Cersei   |       |       | Jaime          | Jaime  | Jaime  | Jaime  | Jaime  | Jaime  |       |       |        | Tyrion | Tyrion | Tyrion | Tyrion      | Tyrion      |             |             | Lancel      | Lancel      | Lancel | Lancel | Lancel | Lancel |        |        | Tyrek  | Tyrek  | Tyrek | Tyrek | Tyrek             | Tyrek             |                   |                   | Ermesande Hayford | Ermesande Hayford | Ermesande Hayford | Ermesande Hayford | Ermesande Hayford | Ermesande Hayford |        |        | Joy Hill | Joy Hill | Joy Hill | Joy Hill | Joy Hill | Joy Hill |       |       | Cleos | Cleos | Cleos | Cleos | Cleos      | Cleos      |            |            | Tion       | Tion       | Tion | Tion | Tion | Tion |  |  |  |  |
|                  |                  |                  |                  |                  |                  |        |        |          |          |          |          |          |          |       |       |                |        |        |        |        |        |       |       |        |        |        |        |             |             |             |             | Willem      |             |        |        |        |        |        |        |        |        |       |       |                   |                   |                   |                   |                   |                   |                   |                   |                   |                   |        |        |          |          |          |          |          |          |       |       |       |       |       |       |            |            |            |            |            |            |      |      |      |      |  |  |  |  |
|                  |                  |                  |                  |                  |                  |        |        |          |          |          |          |          |          |       |       |                |        |        |        |        |        |       |       |        |        |        |        |             |             |             |             |             |             |        |        |        |        |        |        |        |        |       |       |                   |                   |                   |                   |                   |                   |                   |                   |                   |                   |        |        |          |          |          |          |          |          |       |       |       |       |       |       |            |            |            |            |            |            |      |      |      |      |  |  |  |  |
| Joffrey          | Joffrey          | Joffrey          | Joffrey          | Joffrey          | Joffrey          |        |        | Myrcella | Myrcella | Myrcella | Myrcella | Myrcella | Myrcella |       |       | Tommen         | Tommen | Tommen | Tommen | Tommen | Tommen |       |       |        |        |        |        |             |             |             |             | Martyn      | Martyn      | Martyn | Martyn | Martyn | Martyn |        |        |        |        |       |       |                   |                   |                   |                   |                   |                   |                   |                   |                   |                   |        |        |          |          |          |          |          |          |       |       |       |       |       |       |            |            |            |            |            |            |      |      |      |      |  |  |  |  |
| Joffrey          | Joffrey          | Joffrey          | Joffrey          | Joffrey          | Joffrey          |        |        | Myrcella | Myrcella | Myrcella | Myrcella | Myrcella | Myrcella |       |       | Tommen         | Tommen | Tommen | Tommen | Tommen | Tommen |       |       |        |        |        |        |             |             |             |             | Martyn      | Martyn      | Martyn | Martyn | Martyn | Martyn |        |        |        |        |       |       |                   |                   |                   |                   |                   |                   |                   |                   |                   |                   |        |        |          |          |          |          |          |          |       |       |       |       |       |       |            |            |            |            |            |            |      |      |      |      |  |  |  |  |

## Miembros

### Joanna Lannister
Joanna Lannister fue hija de Jason Lannister, uno de los hijos menores de Lord Gerold Lannister, señor de Roca Casterly en tiempos de los reyes Aerys I y Maekar I Targaryen.
Tal y como se narra en la obra El mundo de hielo y fuego, Joanna fue dama de compañía de Rhaella Targaryen, la esposa del rey Aerys II Targaryen. Rumores dentro de la saga afirmaban que se convirtió en la amante del propio Aerys, un hecho que ha sido desmentido por personajes como el Gran Maestre Pycelle.
En el año 263 DC, Joanna contrajo matrimonio con su primo y heredero de Roca Casterly, Tywin Lannister. Pese a su nuevo matrimonio, lo cierto es que la incomodidad de Joanna en la corte era patente, más debido a las «licencias» que el rey Aerys se tomaba para con ella. Por todo esto, abandonó Desembarco del Rey y regresó a Roca Casterly para nunca regresar a la capital.
El matrimonio de Tywin y Joanna fue feliz, y ella se convirtió en la confidente y persona de confianza de su marido, que era la Mano del Rey y auténtico gobernante de los Siete Reinos, afirmándose que «Tywin gobernaba a Aerys, pero Joanna gobernaba a Tywin». En el año 266, el matrimonio fue bendecido con dos hermosos gemelos: Cersei y Jaime Lannister. Por aquel entonces fallecía Lord Tytos Lannister y Tywin se convertía en el nuevo señor de Roca Casterly.
El rey Aerys visitó Roca Casterly durante una celebración que Lord Tywin ofreció por el nacimiento del príncipe Viserys. El rey, ebrio, realizó comentarios atrevidos sobre Joanna, lo que motivó a Tywin a renunciar a su cargo de Mano del Rey, dimisión que Aerys rechazó.
Poco antes de morir, Joanna planeaba pactar el matrimonio de Cersei o de Jaime con Oberyn Martell o con su hermana Elia, sin embargo, para cuando estos llegaron a las Tierras del Oeste, Joanna ya había fallecido. Esto se produjo cuando daba a luz a su hijo Tyrion, el cual resultó ser un enano deforme en cuyo parto falleció. Tywin nunca superó su muerte ni volvió a contraer matrimonio, al igual que tampoco lo superaron sus hijos, especialmente Cersei, que siempre guardó resentimiento hacia Tyrion por haber «asesinado» a su madre.

La mejor parte de Tywin murió con ella.
Gerion Lannister sobre su hermano

### Kevan Lannister
Kevan Lannister es el hermano menor de Tywin Lannister y su mano derecha. A diferencia de sus hermanos, Kevan se amoldó a estar a la sombra de su hermano mayor, sirviendo como su principal consejero y comandante en batalla. El epílogo del libro Danza de dragones está narrado desde su punto de vista.
El protagonismo de Kevan está, a lo largo de la saga, supeditado al del personaje de Tywin Lannister. Esto es algo que los personajes continuamente señalan, describiendo a Kevan como un hombre eficiente, leal, infatigable y prudente, sin embargo, su sobrino Tyrion afirma de él que: «rara vez pensó algo que Tywin Lannister no hubiera pensado antes». Esto se observa a lo largo de la obra, pues Kevan actúa como su mano derecha durante la Guerra de los Cinco Reyes, tanto en las Tierras de los Ríos, como en la Batalla del Aguasnegras. Una vez Lord Tywin asume su cargo como Mano del Rey, nombra a Ser Kevan como su Consejero de Leyes.
A partir de la muerte de Tywin Lannister en la obra Tormenta de espadas el protagonismo de Kevan aumenta, pues su sobrina Cersei quiere nombrarle como su Mano del Rey, pero él rehúsa, pues no desea ser una marioneta en manos de Cersei. Tras la caída en desgracia de Cersei en la obra de Festín de cuervos, a Kevan se le ofrece la Regencia por parte del Consejo Privado. En el epílogo de Danza de dragones, Kevan es asesinado por Varys con el objetivo de sembrar la discordia entre los Lannister y los Tyrell.
En la adaptación televisiva de HBO, Juego de tronos, el personaje es interpretado por el actor Ian Gelder. Fallece en la sexta temporada cuando la reina Cersei prende el fuego valyrio situado bajo el Gran Septo de Baelor.

### Lancel Lannister
Ser Lancel Lannister es el hijo mayor de Kevan Lannister. Sirve como escudero del rey Robert Baratheon. Posteriormente le será otorgado el título de ser y se unirá a la Fe Militante en el libro Festín de cuervos
En el libro Juego de tronos sirve como escudero del rey Robert junto a su primo Tyrek. Él es el responsable de embriagar al rey Robert durante una cacería por órdenes de la reina Cersei. En Choque de reyes se convierte en amante de la reina Cersei y le es otorgado el título de caballero como recompensa por su labor en el asesinato de Robert; también se convierte en un doble-espía de Tyrion cuando descubre la relación que mantiene con Cersei. En la Batalla del Aguasnegras es gravemente herido, descubriéndose en Tormenta de espadas que durante su convalecencia experimentó un «renacimiento espiritual», convirtiéndose en un devoto de la Fe de los Siete. En Festín de cuervos es casado con una miembro de la Casa Frey y le es otorgado el bastión de Darry en recompensa por su labor durante el Aguasnegras. Convertido en un hombre pío que pasa la mayor parte del tiempo rezando, decide unirse a la recién re-fundada Fe Militante.
En la adaptación televisiva Juego de tronos el personaje es interpretado por Eugene Simon. El personaje de Lancel fallece en la sexta temporada de la serie cuando la reina Cersei prende el fuego valyrio bajo el Gran Septo de Baelor.

### Genna Lannister
Lady Genna Lannister es la hermana menor de Tywin Lannister y esposa de Emmon Frey, segundo hijo varón de Lord Walder Frey. Hace su primera aparición en el libro Festín de cuervos.
Descrita como una mujer astuta y gran carácter, debido a su matrimonio con Emmon Frey se convierte en la Señora consorte de Aguasdulces cuando el bastión es otorgado a la Casa Frey. Según apunta la obra, Genna ejerce una gran influencia sobre su esposo, teniéndolo completamente dominado.
En la adaptación televisiva el personaje ha sido omitido

### Stafford Lannister
Ser Stafford Lannister era un pariente cercano de Tywin Lannister, al ser hermano de su esposa. No posee aparición física en la obra, siendo únicamente mencionado.
En Choque de reyes, Stafford tiene la misión de reclutar un nuevo ejército en Lannisport y después unirse a Tywin en las Tierras de los Ríos. Sin embargo, se ve sorprendido por la llegada del ejército de Robb Stark, que lo derrota en la Batalla de Cruce de Bueyes, en la que Stafford pierde la vida y su ejército es diezmado y puesto en fuga. Su puesto lo ocupa su hijo Daven, considerado más capaz y confiable.

### Daven Lannister
Ser Daven Lannister es el hijo mayor de Stafford Lannister. Hace su primera aparición física en el libro Festín de cuervos.
Tras la muerte de su padre en la Batalla de Cruce de Bueyes en el libro Choque de reyes, Daven ocupa su lugar, reuniendo a los remanentes del ejército de su padre y partiendo hacia las Tierras de los Ríos. En Festín de cuervos lidera el asedio sobre Aguasdulces con el apoyo de Ryman Frey. Además, es nombrado Guardián de Occidente por Cersei, título que se asumía que recibiría Kevan Lannister. Cersei otorga este título a Daven como una forma de ofender a Kevan por haber rechazado el cargo de Mano del Rey. El personaje de Jaime Lannister observa que el aspecto de Daven es similar al de un león, pues ha jurado no cortarse el pelo ni la barba hasta vengar la muerte de su padre.

### Tyrek Lannister
Tyrek Lannister fue el único hijo de Tygett Lannister, uno de los difuntos hermanos de Tywin Lannister.
Tyrek era uno de los escuderos del rey Robert Baratheon, junto a su primo Lancel. En Juego de tronos se menciona que está comprometido con Lady Ermesande Hayford, la última descendiente de la Casa Hayford, como forma de que los Lannister se hagan con sus tierras. En Choque de reyes, durante la Revuelta de Desembarco del Rey, Tyrek desaparece en misteriosas circunstancias. Pese a que se organizan búsquedas para encontrarlo ninguna tiene éxito, por lo que es dado por muerto.

## Miembros históricos

### Reyes de la Roca
- Lann el Astuto: Legendario fundador de la Casa Lannister cuando arrebató el control de Roca Casterly a la Casa Casterly. Cómo logró hacerlo es desconocido en la saga, afirmándose que sedujo a una de las hijas de Lord Casterly, entre otras teorías.

- Loreon I el León: Primer Rey de la Roca del que se tiene constancia. Logró someter a la Casa Reyne y a la Casa Banefort.

- Tybolt I el Relámpago: Rey de la Roca, derrotó a la primera expedición Ándala que llegó a las Tierras del Occidente.

- Tyrion II el Torturador: Rey de la Roca que se hizo famoso por su afición por la tortura, de ahí su apodo.

- Tyrion III: Primer Rey de la Roca que comenzó a pactar con los Ándalos mediante matrimonios con sus señores vasallos.

- Gerold II: Siguiendo las políticas de su padre, pactó matrimonios entre sus lores vasallos y los Ándalos que comenzaban a llegar en gran número.

- Gerold III: Último Rey de la Roca no perteneciente al linaje Ándalo, su falta de herederos varones hizo que decidiera nombrar sucesor a su yerno, Joffrey Lydden.

- Joffrey Lydden: Primer Rey de la Roca no perteneciente al linaje Lannister y de origen Ándalo. Tras la muerte del rey Gerold III sin herederos, nombró a Joffrey Lydden su heredero, el cual estaba casado con su hija. Joffrey tomaría el apellido «Lannister».

- Cerion I: Rey de la Roca que expandió sus dominios hasta el Colmillo Dorado. Se sabe que tuvo que sofocar una rebelión contra su gobierno.

- Tywell II: Rey de la Roca que se menciona que pudo ser el protagonista de la fábula El Cocinero Rata.

- Tommen I: Rey de la Roca que conquistó Isla Bella terminando con el último rey Farman.

- Lancel I el León: Rey de la Roca que derrotó a los Reyes Gardener del Dominio y extendió sus dominios hasta Roble Viejo, bastión de la Casa Oakheart.

- Loreon III el Flojo: Rey de la Roca que perdió gran parte de los territorios conquistados por su padre.

- Gerold IV el Grande: Rey de la Roca que dirigió una exitosa invasión sobre las Islas del Hierro, tomando una gran cantidad de rehenes.

- Lancel IV: Rey de la Roca que derrotó una expedición de los Hombres del Hierro y lanzó una invasión sobre el Dominio aprovechando que su rey se hallaba combatiendo al Rey Tormenta. Murió durante el conflicto.

- Norwin I el Tacaño: Rey de la Roca conocido por su mezquindad.

- Loreon IV el Bobo: Rey de la Roca conocido por su debilidad y falta de luces.

- Loreon V Reina Lorea: Rey de la Roca, recibió este apodo debido a que solía disfrazarse de mujer. Se rumoreaba que paseaba por las calles de Lannisport disfrazado de prostituta.

- Lancel V: Rey de la Roca que invadió el Dominio, muriendo en batalla.

- Tommen II: Rey de la Roca que dirigió una expedición hacia las ruinas de Valyria, desapareciendo y perdiéndose la espada Rugido, la espada de acero valyrio de la Casa Lannister.

### Señores de Roca Casterly
- Loren: último Rey de la Roca. Se alió con la Casa Gardener del Dominio para combatir a Aegon el Conquistador, siendo derrotados en la Batalla del Campo de Fuego. Tras eso, Loren dobló la rodilla ante Aegon y este le nombró Guardián del Occidente.

- Lyman: señor de Roca Casterly durante el reinado de Maegor I el Cruel, Lord Lyman apoyó a Jaehaerys I Targaryen cuando este reclamó el Trono de Hierro.

- Tymond: señor de Roca Casterly durante el reinado de Jaehaerys I Targaryen, apoyó a Viserys, nieto de Jaehaerys, durante el Gran Consejo del año 101 DC.

- Jason: señor de Roca Casterly durante los sucesos de la Danza de los Dragones, apoyó la causa de Aegon II. Falleció combatiendo en la misma.

- Loreon: sucedió a Lord Jason como señor de Roca Casterly y combatió en la Danza de los Dragones en el bando de Aegon II.

- Damon el León Gris: señor de Roca Casterly durante el reinado de Daeron II Targaryen. Falleció durante la Gran Epidemia Primaveral.

- Tybolt: señor de Roca Casterly durante el reinado de Aerys I Targaryen, sucedió a su padre Damon. Gobernó durante dos años.

- Cerelle: hija de Lord Tybolt Lannister, sucedió a su padre. Debido a su minoría de edad, ejerció la Regencia su tío Gerold. Falleció a los 4 años.

- Gerold el Dorado: señor de Roca Casterly durante el reinado de Aerys I Targaryen, sucedió a su hermano Tybolt.

- Tytos: tercer hijo de Lord Gerold el Dorado, sucedió a su padre tras la muerte de sus hermanos mayores. Su gobierno gentil e indolente provocó la sublevación de los Reyne y los Tarbeck que tuvo que ser sofocada por su hijo Tywin.

### Otros miembros
- Lelia: casada con un rey de las Islas del Hierro, Lelia fue mutilada y cegada por el hermano de su esposo y devuelta a Roca Casterly. Su hermano, el Rey de la Roca, lideró una expedición como venganza.

- Tyland: hermano de Lord Jason Lannister, fue Consejero Naval del rey Viserys I Targaryen. Apoyó a los «Verdes» en la Danza de los Dragones. Durante el conflicto fue torturado y cegado. Tras la guerra fue, brevemente, Mano del Rey.

- Tywald: hijo mayor y heredero de Lord Gerold el Dorado, murió combatiendo en la Rebelión Peake.

- Tion: segundo hijo de Lord Gerold el Dorado y heredero de este tras la muerte de su hermano mayor Tywald. Murió combatiendo en la Cuarta Rebelión Fuegoscuro.

- Jason (hijo de Gerold): hijo menor de Lord Gerold el Dorado, falleció en los Peldaños de Piedra a manos de Maelys Fuegoscuro.

- Tygett: segundo hijo de Lord Tytos Lannister, fue un destacado guerrero en su tiempo. Falleció de viruela pocos años antes de los sucesos de la saga.

- Gerion: cuarto hijo de Lord Tytos Lannister. Organizó un viaje hacia Valyria en busca de Rugido, la espada ancestral de los Lannister. Actualmente desaparecido, se le da por muerto.